# イッツ・ア・ビューティフル・デイ/愛のテーマ
『イッツ・ア・ビューティフル・デイ/愛のテーマ」It's a beautiful day / Love's themeは、1997年3月1日にリリースされたピチカート・ファイヴ12枚目のシングル。

## 収録曲
1. イッツ・ア・ビューティフル・デイ It's a beautiful day
  - 詞／曲：小西康陽
2. 愛のテーマ Love's theme
  - 詞／曲：小西康陽

## 収録アルバム
- 『ハッピー・エンド・オブ・ザ・ワールド』（1997年6月21日）
- 『ピチカート・ファイヴJPN〜Big Hits and Jet Lags 1994-1997』（1997年12月10日）
- 『シングルス』（2001年6月21日）